# Se non questa, allora quell'altra
Se non questa, allora quell'altra è un’operetta in quattro atti del compositore azero Üzeyir Hacıbəyov, operetta che evidenzia le difficoltà della vita e della quotidianità dell’Azerbaigian dalla fine del XIX secolo all'inizio del XX secolo.

## Storia
La commedia musicale venne composta da Üzeyir Hacıbəyov nel 1910, mentre studiava al Conservatorio di San Pietroburgo , attraverso l'utilizzo del mugham, uno stile compositivo musicale azero, la cui definizione risale al componimento epico monorima, il ghazal di Fuzuli.
Il 25 aprile 1911 a Baku nel Teatro dei Fratelli Mailov  si svolse la première dell'operetta. Le parti principali furono interpretate dagli attori, Mirzaagha Aliyev nel ruolo di Mashadi Ibad, da Huseyngulu Sarabski nel ruolo di Sarvar e da Ahmad Agdamski nel ruolo di Gulnaz, in quanto, a quei tempi, le donne non potevano apparire sul palcoscenico. 
Il libretto della commedia venne pubblicato per la prima volta a Baku nel 1912 dalla stamperia dei fratelli Orujov. Nel 1912 nella città di Shusha fu Azad Amirov a incarnare il ruolo principale di Mashadi Ibad. Il compositore Hacıbəyov ha sottolineato nelle sue memorie che aveva apprezzato molto la performance di Azad Amirov sulla scena.
Nel 2009 l'operetta, Se non quello allora quell'altra, fu messa in scena dagli attori del Teatro statale della Commedia Musicale dell'Azerbaigian, diretti da Jannat Salimova, durante il 27º Festival Internazionale del Fajr, Festival che si è svolto a Teheran. L’operetta è stata rappresentata per due volte. 

## Trama
Nell'operetta si descrive concretamente l'avidità dei nobili impoveriti e la tirannia dei commercianti che scelgono la fanatica adorazione del denaro. 
Li affrontano i membri della nuova generazione che combattono per una maggior libertà spirituale e per la dignità di tutti gli uomini, rifiutando le regole sociali del tempo, considerate, "antiquate".
Nell’operetta la musica svolge un ruolo drammaturgico importante, ruolo che aiuta nello sviluppo delle azioni dettagliando le caratteristiche dei personaggi.
Tra i personaggi negativi è presente un commerciante, Mashadi Ibad, che viene rispettato dalle autorità esclusivamente per la sua ricchezza.

### Personaggi
- Rustam bey – un signore impoverito, 45 anni
- Gulnaz – figlia di Rustam bey, 15 anni, innamorata di Sarvar
- Sarvar – uno studente, 25 anni, innamorato di Gulnaz
- Senem – una serva di Rustam bey, vedova, 30 anni
- Mashadi Ibad – un ricco commerciante, 50 anni, vuole sposare Gulnaz
- Hasangulu bey – un nazionalista, 40 anni
- Amici di Rustam bey
- Rza bey –  un giornalista, 40 anni
- Hasan bey – un intellettuale, 40 anni
- Gochu Asger – un capo, 30 anni
- Hambal – un servo
- Mashadi Gazanfar – un servitore del bagno pubblico
- Usta Maharram – un barbiere
- Kerbalayi Nasir – un commerciante
- Servo nel bagno pubblico
- Gruppo dei banditi
- Commercianti, cittadini, ecc.

## Riassunto
Primo atto
Il primo atto inizia con una canzone cantata dagli abitanti. Entrano Sarvar e Gulnaz. Si suona il mugham con il tar. Sarvar legge I ghazal di Fuzuli a Gulnaz, ma ha anche scoperto la pressione di suo padre nel costringerla a sposarsi con il vecchio mercante.
Mashadi Ibad entra cantando la canzone, In spite of my age, in italiano, nonostante la mia età. 
Nel duetto con Rustam bey, Mashadi Ibad accetta di pagarlo con lo scopo di sposarsi con Gulnaz. 
Entrano Gulnaz e Senem, mentre conversano tra di loro, seguite da Mashadi Ibad. Dopo che le ragazze se ne sono andate, Rustam bey invita Mashadi Ibad a casa sua. 
Gli ospiti cantano, Si dice che sarà un matrimonio, prendendo in considerazione Mashadi Ibad. 
Brindando, Gochu Asger e Hasan Bey scherzano e prendono in giro Mashadi Ibad, mentre Hasan bey lo apostrofa chiamandolo, scimmia. Mashadi Ibad si irrita molto per cui iniziano a litigare. 
Secondo atto
Gulnaz e Sarvar siedono sul terrazzo dell'abitazione di Rustam bey. Il suonatore di tar suona una melodia mugham dal titolo, Gulnaz. Nel frattempo Gulnaz e Sarvar cantano insieme, La primavera è gia arrivata e sono sbocciati fiori ovunque.
Entra Mashadi Ibad tenendo in mano un sacchetto di mele e pere, avvicinandosi al recinto, e, per poter vedere Gulnaz cerca di oltrepassarlo. Poi chiama un servo e sale sulle sue spalle. Vede Gulnaz e Sarvar affermando che è lui in realtà il fidanzato di Gulnaz ed è venuto per vederla.
Mashadi Ibad si arrabbia e canta una canzone triste, Rast, decidendo di farsi aiutare da Gochu Asger e dalla sua banda. Gulnaz e Sarvar cantano, Grazie Dio, non siamo diventati noi stessi vittime.  
Successivamente si vede Gochu Asgar con la sua bandaː lui chiede 100 rubli per uccidere Sarvar. Insieme cantano, Ehii, chi c'è? Aprite la porta, stiamo venendo per uccidervi. La banda prende le pistole, mentre Sarvar chiama i poliziotti, così la banda, spaventata, scappa.
Tornando a casa sua Rustem bey incontra Sarvar e apprende che sua figlia è innamorata di lui. Sarvar convince Rustam bey a rifiutare il matrimonio di sua figlia con Mashadi Ibad.
Così si recano tutti a casa di Rustem bey per chiedergliː perché sua figlia sta sposando un altro anche se l'avete promessa a Mashadi Ibad?
Mashadi Ibad si lamenta con Rustem bey perché ha visto Gulnaz insieme ad un giovanotto. Rustem bey risponde che il giovanotto che ha visto Mashadi Ibad è un caro zio di Gulnaz, in realtà gli sta solo dicendo una bugia. 
Quindi Mashadi Ibad si scusa con Rustem bey mentre tutti ridono, e richiede di celebrare in fretta il matrimonio. Quindi, prima della cerimonia, entrano tutti in bagno per il rito del lavaggio.
Terzo atto
Bagno pubblico. Mashadi Gazanfar, un servitore del bagno pubblico, apprezza la cerimonia, a cui fa seguito l' ensambleː Sia dentro che fuori dal bagno pubblico.
Tutti si sono lavati e vestiti. Hasan bey, per non pagare il bagno pubblico inizia a litigare con Hasangulu bey. Anche Rza bey si unisce alla disputa. Quando Mashadi Ibad inizia a parlare di pagamento, tutti fuggono il bagno pubblico, così Mashadi Ibad e Hambal, gli unici rimasti, sono costretti a pagare per tutti. Il servitore del bagno pubblio. Mashadi Gazanfar si lamenta dei clienti che litigano.
Quarto atto
Nella casa di Mashadi Ibad. Il matrimonio si svolge in una grande camera. Tra gli ospiti ci sono Rza bey e Hasangulu bey. I musicisti suonano una lezginka. Mashadi Ibad balla con Mirzeyi. La sua fidanzata, coperta da uno scialle viene portata nella stanza. Mashadi Ibad entra e inizia a cantareː Nonostante la mia vecchiaia, non sono inferiore a mille giovani. Dopo il tentativo di rimuovere lo scialle della sua fidanzata vede che questo in realtà questo nasconde Sarvar che tiene in mano la sigaretta in direzione della sua testa, facendo solo finta che sia una pistola. Sarvar costringe quindi Mashadi Ibad a dichiarare ufficialmente e scrivere che si rifiuta di sposare Gulnaz, e invece desidera sposare Senem. Mashadi Ibad chiede l’aiuto degli altri confida agli ospiti ciò che è successo. Hasangulu bey, Rza bey e Asger chiedono per questo e nuovamente a Mashadi Ibad di dare a loro dei soldi, ma lui rifiuta e accetta il suo matrimonio con Senem. Tutti dicono, Hai fatto bene. Se non questa, allora quell’altra.